# Волна (Бугро)
«Волна» (фр. La Vague) — картина Вильяма-Адольфа Бугро, написанная маслом на холсте, датированная 1896 годом и хранящаяся в частной коллекции.

## История

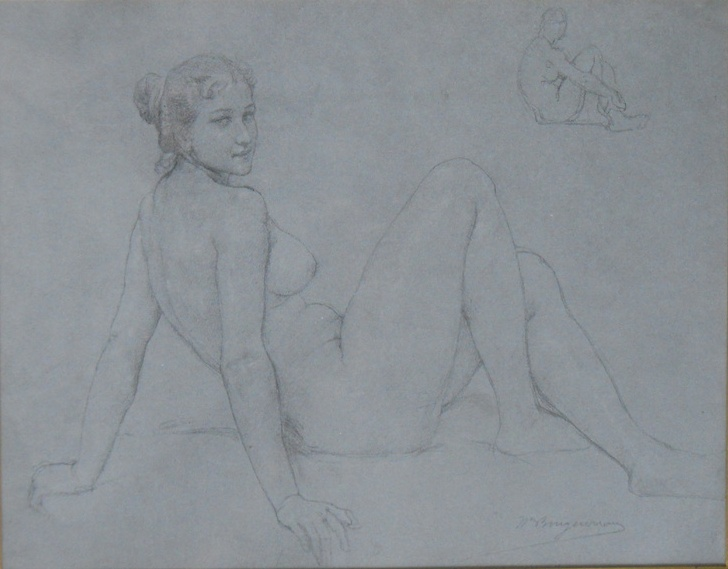
Этюд картины, на котором уже найдена поза модели, но ещё не найдена причёска. 1896, частная коллекция

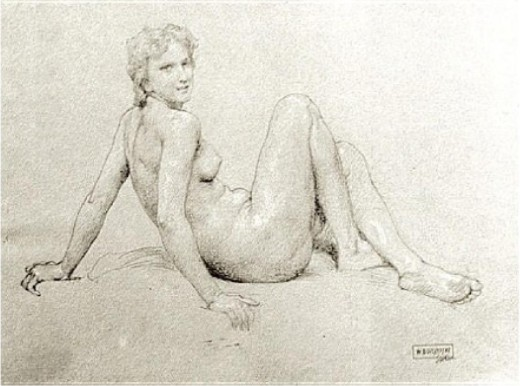
Второй этюд картины. Бумага, карандаш. 1896, частная коллекция

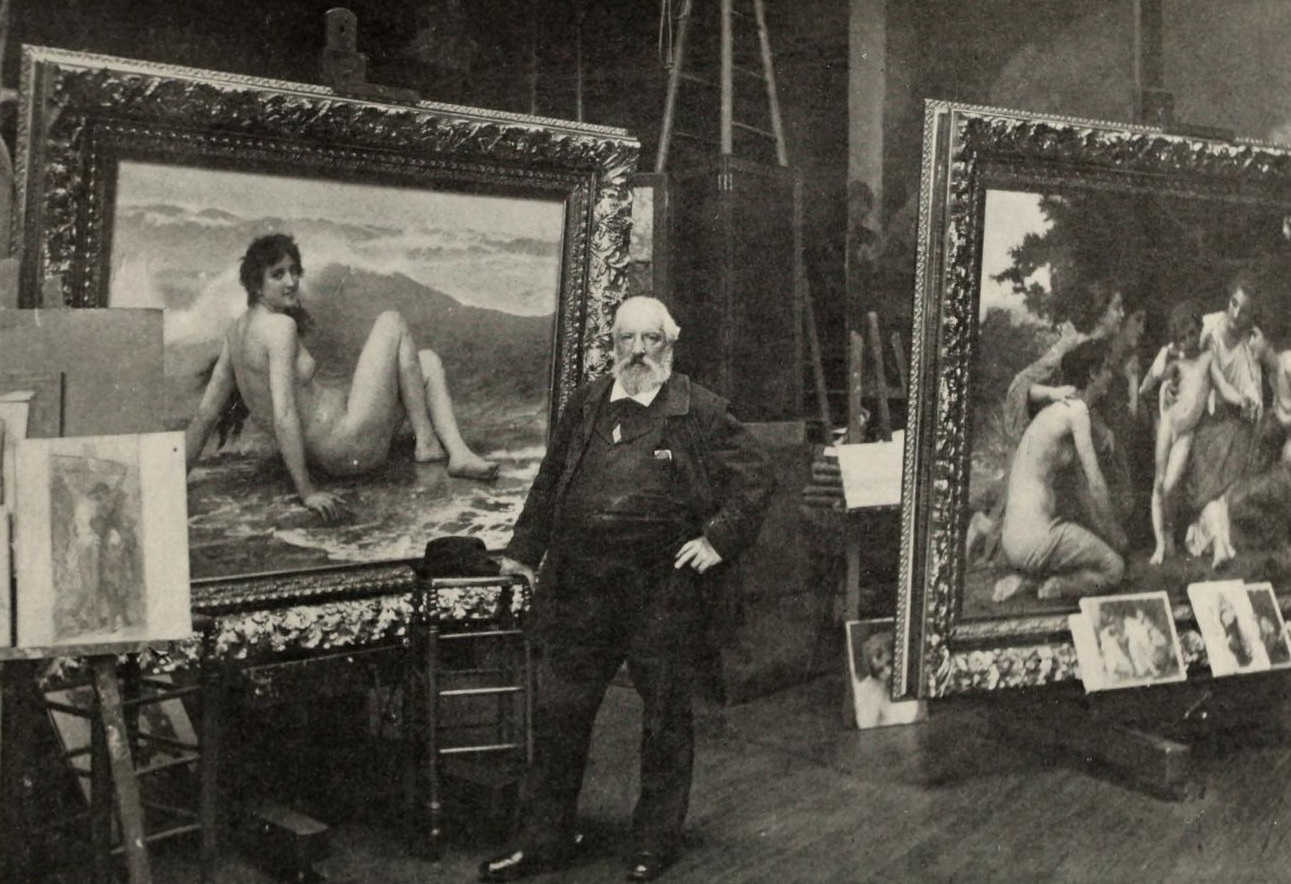
Художник с картиной в своей мастерской на фотографии начала XX века

Картина была написана в 1896 году. Критик Дэмиен Бартоли отождествлял модель с девушкой по имени Одиль Шарпантье, которая также позировала художнику для картин «Раздумье» (фр. Méditation, 1885), «Мечтательность» (фр. Rêverie, 1894) и «Секреты Амура» (фр. Secrets de l'Amour, 1896).
Работа выставлялась в Парижском салоне. Затем картина попала в частную коллекцию Акрама Одджеха и оставалась там до 1999 года. Известны также два этюда к этой работе, находящиеся в частных собраниях.

## Анализ
На картине изображена обнажённая молодая женщина, сидящая на пляже, за которой мы видим волну, которая вот-вот достигнет берега. Девушка обращает взор на зрителя, и на её лице лёгкая улыбка. Её игривый взгляд излучает веселье и призывает наслаждаться жизнью. Поза девушки напоминает представления греко-римских речных богов классической эпохи.
Обнажённая женщина была излюбленной художественной темой Бугро, и присутствовала на протяжении всей его карьеры: он написал много картин, часто классических, на которых женщины изображались без драпировок, чтобы подчеркнуть их красоту. Чувственность картины передаёт сильные и сложные эмоции зрителю.
В Европе женщины могли купаться только полностью одетыми и в специально оборудованных кабинах. Таким образом, для буржуазии того времени картина представляла собой весьма провокационное и особенно эротическое произведение.
Композиция картины и манера её исполнения в ярко выраженном доимпрессионистском стиле представляют собой эстетику репрезентации, доминировавшую в западной живописи с XV века, и полную противоположность актуальным художественным тенденциям конца XIX века. Фактически Бугро стремился изобразить модель так, как её могла бы запечатлеть цветная фотография, и получил за это от современников большую порцию критики.
В каталоге выставки Вильяма-Адольфа Бугро, состоявшейся в 1984 году, Луиза д’Аргенкур, говоря о купальщицах, изображённых художником, в отношении «Волны» заявляет, что «есть реализм в моделировании [картины], когда кожа и мускулы прорисованы настолько точно, что показывают возраст модели».